# Любомир Раданович
Любомир Раданович (сербохорв. Љубомир Радановић / Ljubomir Radanović, 21 липня 1960, Цетинє) — югославський футболіст. Грав на позиції захисника. Найбільш відомий за виступами у «Партизані», з яким став триразовим чемпіоном Югославії, а також граю за збірну Югославії, у складі якої 1984 року був учасником Олімпійських ігор та чемпіонату Європи.

## Клубна кар'єра
Народився 21 липня 1960 року в Цетінє. Свою професійну кар'єру розпочав у футбольному клубі «Ловчен» з рідного міста.
1981 року перейшов до белградського «Партизана», за який виступав до 1988 року. З «чорно-білими» тричі вигравав чемпіонат Югославії (1983, 1986, 1987). Загалом зіграв за «Партизан» 172 матчі чемпіонату і забив 15 голів.
З 1988 року виступав за кордоном, спочатку у Бельгії, де носив футболку «Стандарда» з Льєжа. Він залишався у цій команді до 1990 року, після чого рік грав за французьку команду першого дивізіону «Ніцца», а потім він знову грав за «Стандард» у сезоні 1991/92.
Свою ігрову кар'єру завершив у швейцарському клубі «Беллінцона».

## Виступи за збірну
Дебютував збірну Югославії у 1983 році в матчі проти Франції (0:4) у Парижі. Брав участь в Олімпійських іграх 1984 року. в Лос-Анджелесі, здобувши бронзову медаль.
Він забив переможний гол у матчі проти Болгарії (3:2) у Спліті 1983 року, що дозволило Югославії взяти участь у чемпіонаті Європи 1984 року, і це, безумовно, один з найважливіших моментів в історії югославського футболу..
Останній матч за збірну провів у 1988 році з Шотландією (1:1) у Глазго. Загалом за головну команду Раданович провів 34 ігри і забив 3 голи.

## Статистика

### Матчі за збірну
| Збірна    | Рік    | Ігор | Голів |
| --------- | ------ | ---- | ----- |
| Югославія | 1983   | 6    | 1     |
| Югославія | 1984   | 7    | 1     |
| Югославія | 1985   | 11   | 0     |
| Югославія | 1986   | 3    | 0     |
| Югославія | 1987   | 2    | 1     |
| Югославія | 1988   | 5    | 0     |
| Всього    | Всього | 34   | 3     |

### Голи за збірну
| No. | Дата            | Місце               | Суперник  | Рахунок | Результат | Турнір              |
| --- | --------------- | ------------------- | --------- | ------- | --------- | ------------------- |
| 1   | 21 грудня 1983  | Спліт, Югославія    | Болгарія  | 3–2     | 3–2       | Відбір на Євро-1984 |
| 2   | 31 березня 1984 | Суботиця, Югославія | Угорщина  | 2–0     | 2–1       | Товариський матч    |
| 3   | 16 грудня 1987  | Ізмір, Туреччина    | Туреччина | 1–0     | 3–2       | Відбір на Євро-1988 |

## Досягнення
- Чемпіон Югославії: 1982/83, 1985/86, 1986/87
- Бронзовий олімпійський призер: 1984

## Особисте життя
Раданович має двох дітей, синів Гаврила (1982 р.н.) та Марка (1985 р.н.). У нього є компанія, яка займається спортивним менеджментом та організацією матчів.